# Wimpasing (Lengdorf)
Wimpasing ist ein Gemeindeteil der Gemeinde Lengdorf im Landkreis Erding in Oberbayern. Der Weiler liegt zwei Kilometer südwestlich von Lengdorf entfernt.

## Geschichte

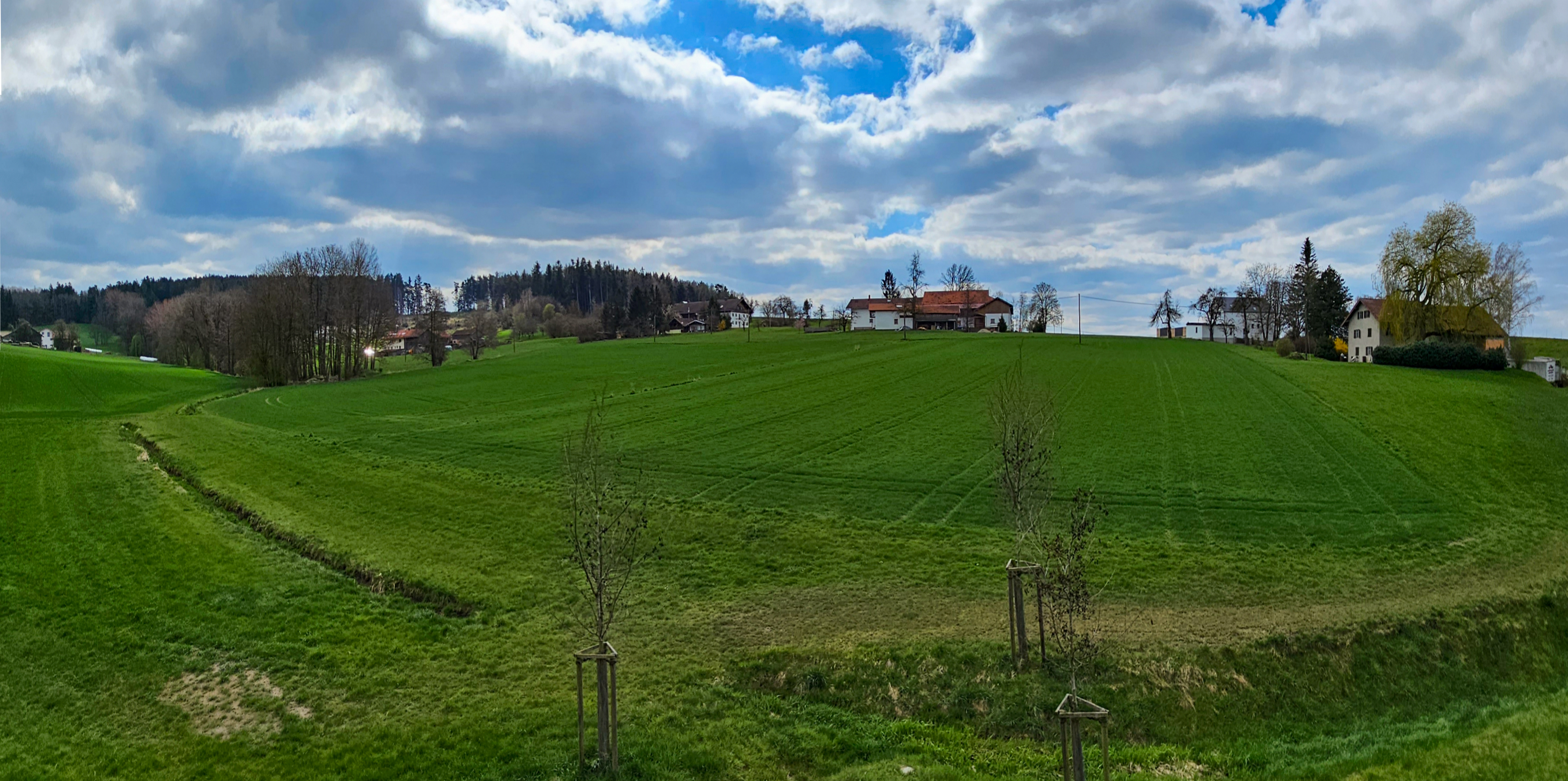
Wimpasing, Gesamtansicht des lang gezogenen Streuweilers

In einer Urkunde aus dem 12. Jahrhundert wurde der Ort durch einen Luitpolt de Wintpozzingen erstmals erwähnt. Vom Hochmittelalter bis zur Säkularisation im frühen Königreich Bayern gehörte Wimpasing zur Obmannschaft Göttenbach der freisingschen Herrschaft Burgrain. Im Jahr 1739 bestand der Weiler aus 3 Anwesen. Im Zuge der Neuordnung Bayerns (Gemeindeedikt 1818) wurde der Ort der Gemeinde Lengdorf und somit dem Bezirksamt Erding zugeschlagen. Im Jahr 1875 hatte Wimpasing 29 Bewohner mit einem Viehbestand von 8 Pferden und 24 Rindern, die sich auf 11 Gebäude verteilten. Die Wimpasinger Feldkapelle war in früheren Zeiten Station von jährlich stattfindenden Flurprozessionen zur Segnung der Felder.

## Verkehr
Die Anschlussstelle Lengdorf der Bundesautobahn 94 ist 400 Meter entfernt.

## Feldkapelle

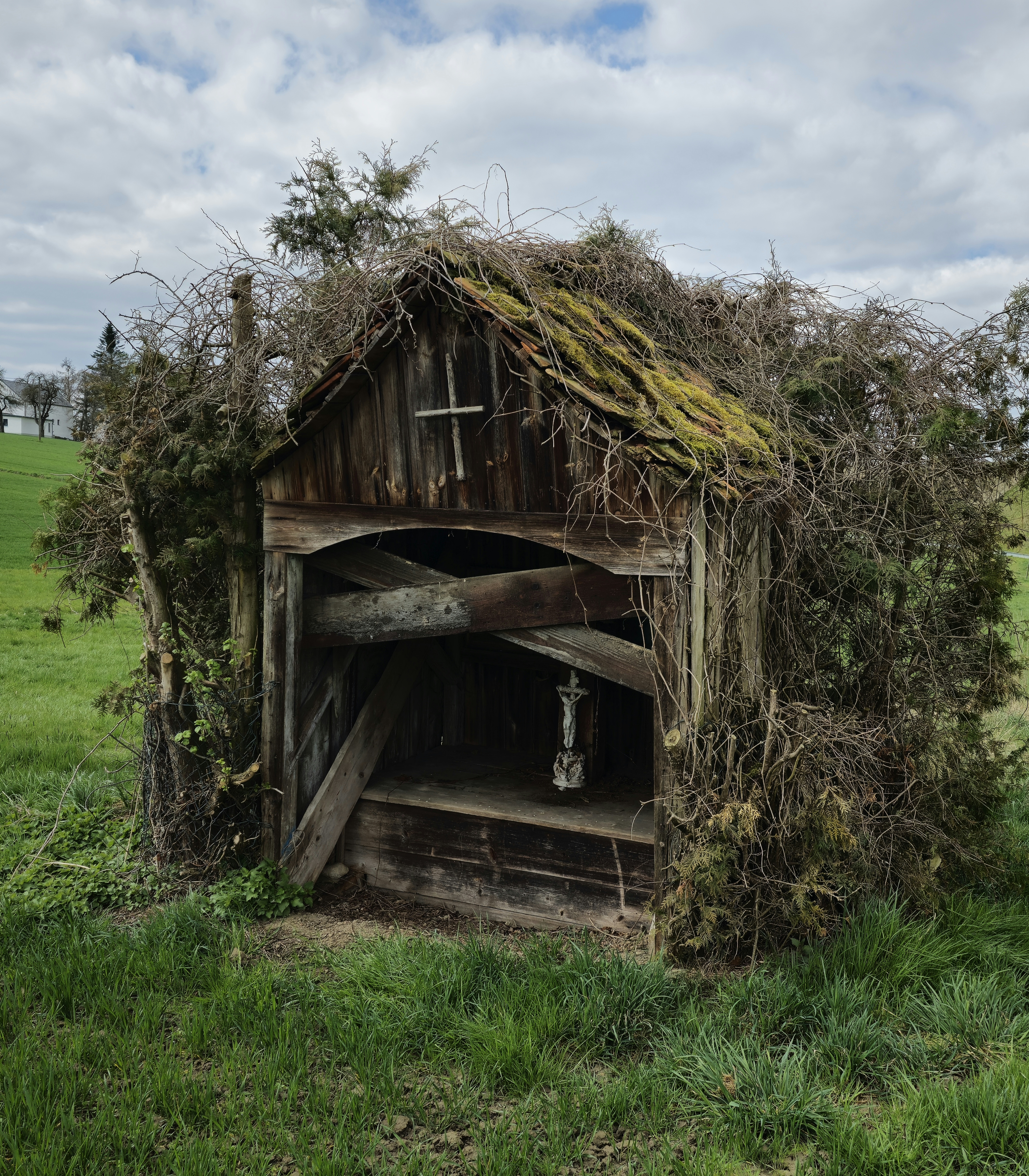
Feldkapelle

Auf dem Bergäcker befindet sich zwischen dem Weiler und der Anschlussstelle die als kleiner offener Holzbau im 19. Jahrhundert errichtete denkmalgeschützte Feldkapelle. Die spärlich in bäuerlichem Stil ausgestattete Kapelle ist weitgehend von heckenartigem Gebüsch zugewachsen und in sanierungsbedürftigem Zustand.